# Corey Anderson
Corey James Anderson  (ur. 13 grudnia 1990 w Christchurch) – nowozelandzki krykiecista, występujący jako all-rounder.
W reprezentacji Nowej Zelandii zadebiutował 16 czerwca 2013 roku podczas meczu jednodniowego, rozgrywanego przeciwko reprezentacji Anglii. Cztery miesiące później, w październiku 2013 roku, zanotował swój pierwszy występ w meczu testowym, w którym Nowa Zelandia mierzyła się na wyjeździe z reprezentacją Bangladeszu.
1 stycznia 2014 roku, w meczu jednodniowym przeciwko reprezentacji Indii Zachodnich pobił siedemnastoletni rekord pakistańskiego all-roundera Shahida Afridiego i zdobył najszybsze century w formule meczów jednodniowych, uzyskując 100 runów z 36 piłek.
25 stycznia 2014 roku, w meczu jednodniowym przeciwko reprezentacji Indii, zapisał na swoim koncie najlepsze statystyki jako bowler. Wykluczył wtedy 5 zawodników, oddając w dziesięciu overach 63 runy.
W trakcie aukcji zawodników do siódmej edycji Indyjskiej Ligi Twenty20 odbywającej się w dniach 12-13 lutego 2014 roku, został wykupiony za cenę 45 milionów rupii przez klub Mumbai Indians, którego barwy reprezentuje obecnie.